# Campeonato Mundial de Fórmula 1 de 2023
O Campeonato Mundial de Fórmula 1 da FIA de 2023 foi a 74ª temporada do Campeonato Mundial de Fórmula 1, que é reconhecido pela Federação Internacional de Automobilismo (FIA), o órgão regulador do automobilismo internacional, como a mais alta categoria de competição para carros de corrida monopostos. O campeonato deve ser disputado em vários Grandes Prêmios realizados em diferentes países. Equipes e pilotos competiram para serem campeões mundiais de construtores e de pilotos, respectivamente.
Em 7 de outubro de 2023, Max Verstappen sagrou-se tricampeão mundial de Fórmula 1 após a disputa da corrida sprint do Grande Prêmio do Catar.

## Pilotos e equipes
Os três primeiros colocados da temporada de 2023:
| Campeão                    | Vice-campeão               | Terceiro lugar |
| -------------------------- | -------------------------- | -------------- |
|                            |                            |                |
| Max Verstappen             | Sergio Pérez               | Lewis Hamilton |
| Red Bull Racing-Honda RBPT | Red Bull Racing-Honda RBPT | Mercedes       |

Os seguintes pilotos e equipes participaram do Campeonato Mundial de Fórmula 1 de 2023:
| Equipe                                | Construtor                   | Chassi(s) | Unidade de potência | Pneu | Pilotos | Pilotos          | Pilotos | Pilotos      | Pilotos                                                | Pilotos                        |
| Equipe                                | Construtor                   | Chassi(s) | Unidade de potência | Pneu | N.°     | Nome do piloto   | Sigla   | Rodada       |                                                        | Pilotos de teste e ou reservas |
| ------------------------------------- | ---------------------------- | --------- | ------------------- | ---- | ------- | ---------------- | ------- | ------------ | ------------------------------------------------------ | ------------------------------ |
| Alfa Romeo F1 Team Stake              | Alfa Romeo-Ferrari           | C43       | Ferrari 066/10      | P    | 24      | Guanyu Zhou      | ZHO     | 1–21         | Théo Pourchaire                                        |                                |
| Alfa Romeo F1 Team Stake              | Alfa Romeo-Ferrari           | C43       | Ferrari 066/10      | P    | 77      | Valtteri Bottas  | BOT     | 1–21         | Théo Pourchaire                                        |                                |
| Scuderia AlphaTauri                   | AlphaTauri-Honda RBPT        | AT04      | Honda RBPT H001     | P    | 3       | Daniel Ricciardo | RIC     | 11–12, 18–21 | Isack Hadjar Liam Lawson                               |                                |
| Scuderia AlphaTauri                   | AlphaTauri-Honda RBPT        | AT04      | Honda RBPT H001     | P    | 40      | Liam Lawson      | LAW     | 13–17        | Isack Hadjar Liam Lawson                               |                                |
| Scuderia AlphaTauri                   | AlphaTauri-Honda RBPT        | AT04      | Honda RBPT H001     | P    | 22      | Yuki Tsunoda     | TSU     | 1–21         | Isack Hadjar Liam Lawson                               |                                |
| Scuderia AlphaTauri                   | AlphaTauri-Honda RBPT        | AT04      | Honda RBPT H001     | P    | 21      | Nyck de Vries    | DEV     | 1–10         | Isack Hadjar Liam Lawson                               |                                |
| BWT Alpine F1 Team                    | Alpine-Renault               | A523      | Renault E-Tech RE23 | P    | 10      | Pierre Gasly     | GAS     | 1–21         | Jack Doohan                                            |                                |
| BWT Alpine F1 Team                    | Alpine-Renault               | A523      | Renault E-Tech RE23 | P    | 31      | Esteban Ocon     | OCO     | 1–21         | Jack Doohan                                            |                                |
| Aston Martin Aramco Cognizant F1 Team | Aston Martin Aramco-Mercedes | AMR23     | Mercedes-AMG F1 M14 | P    | 14      | Fernando Alonso  | ALO     | 1–21         | Felipe Drugovich Stoffel Vandoorne                     |                                |
| Aston Martin Aramco Cognizant F1 Team | Aston Martin Aramco-Mercedes | AMR23     | Mercedes-AMG F1 M14 | P    | 18      | Lance Stroll     | STR     | 1–21         | Felipe Drugovich Stoffel Vandoorne                     |                                |
| Scuderia Ferrari                      | Ferrari                      | SF-23     | Ferrari 066/10      | P    | 16      | Charles Leclerc  | LEC     | 1–21         | Antonio Giovinazzi Robert Shwartzman                   |                                |
| Scuderia Ferrari                      | Ferrari                      | SF-23     | Ferrari 066/10      | P    | 55      | Carlos Sainz Jr. | SAI     | 1–21         | Antonio Giovinazzi Robert Shwartzman                   |                                |
| MoneyGram Haas F1 Team                | Haas-Ferrari                 | VF-23     | Ferrari 066/10      | P    | 20      | Kevin Magnussen  | MAG     | 1–21         | Oliver Bearman Pietro Fittipaldi                       |                                |
| MoneyGram Haas F1 Team                | Haas-Ferrari                 | VF-23     | Ferrari 066/10      | P    | 27      | Nico Hülkenberg  | HUL     | 1–21         | Oliver Bearman Pietro Fittipaldi                       |                                |
| McLaren F1 Team                       | McLaren-Mercedes             | MCL60     | Mercedes-AMG F1 M14 | P    | 4       | Lando Norris     | NOR     | 1–21         | Álex Palou Patricio O'Ward Mick Schumacher             |                                |
| McLaren F1 Team                       | McLaren-Mercedes             | MCL60     | Mercedes-AMG F1 M14 | P    | 81      | Oscar Piastri    | PIA     | 1–21         | Álex Palou Patricio O'Ward Mick Schumacher             |                                |
| Mercedes-AMG Petronas F1 Team         | Mercedes                     | F1 W14    | Mercedes-AMG F1 M14 | P    | 44      | Lewis Hamilton   | HAM     | 1–21         | Frederik Vesti Mick Schumacher                         |                                |
| Mercedes-AMG Petronas F1 Team         | Mercedes                     | F1 W14    | Mercedes-AMG F1 M14 | P    | 63      | George Russell   | RUS     | 1–21         | Frederik Vesti Mick Schumacher                         |                                |
| Oracle Red Bull Racing                | Red Bull Racing-Honda RBPT   | RB19      | Honda RBPT H001     | P    | 1       | Max Verstappen   | VER     | 1–21         | Daniel Ricciardo Isack Hadjar Jake Dennis Zane Maloney |                                |
| Oracle Red Bull Racing                | Red Bull Racing-Honda RBPT   | RB19      | Honda RBPT H001     | P    | 11      | Sergio Pérez     | PER     | 1–21         | Daniel Ricciardo Isack Hadjar Jake Dennis Zane Maloney |                                |
| Williams Racing                       | Williams-Mercedes            | FW45      | Mercedes-AMG F1 M14 | P    | 2       | Logan Sargeant   | SAR     | 1–21         | Zak O'Sullivan                                         |                                |
| Williams Racing                       | Williams-Mercedes            | FW45      | Mercedes-AMG F1 M14 | P    | 23      | Alexander Albon  | ALB     | 1–21         | Zak O'Sullivan                                         |                                |
| Fonte:                                |                              |           |                     |      |         |                  |         |              |                                                        |                                |

### Mudanças nas equipes
A Honda retorna como nome de fornecedora de motores para Red Bull Racing e AlphaTauri, com os motores de ambas as equipes com o emblema de Honda RBPT. Inicialmente, a Red Bull Powertrains planejava assumir a montagem e manutenção dos motores a partir deste campeonato, mas foi posteriormente acordado que a Honda continuaria com seu suporte técnico à Red Bull Racing e AlphaTauri até o final de 2025.

### Mudanças nos pilotos
- Antes do Grande Prêmio da Hungria de 2022, Sebastian Vettel anunciou sua intenção de se aposentar no final da temporada de 2022, encerrando sua carreira na Fórmula 1 após 16 temporadas.[60] Seu lugar na Aston Martin foi ocupado por Fernando Alonso, que deixou a Alpine após duas temporadas.[61] Como seu substituto, a Alpine anunciou o campeão da Fórmula 2 de 2021 e seu piloto reserva, Oscar Piastri, que deveria fazer sua estreia na Fórmula 1.[62] Logo após este anúncio, Piastri afirmou que não havia assinado um contrato com a equipe para 2023 e que não estaria pilotando pela Alpine.[63] Posteriormente, o Conselho de Reconhecimento de Contratos da FIA decidiu que ele não tinha nenhuma obrigação contratual de correr pela Alpine.[64]

- Daniel Ricciardo deixou a McLaren após duas temporadas. Ele tinha um contrato para pilotar pela equipe em 2023, mas foi rescindido durante o campeonato de 2022 por meio de um acordo mútuo.[65] A vaga de Ricciardo foi preenchida por Piastri, que fez sua estreia na Fórmula 1 no Grande Prêmio do Barém.[39] Enquanto Pierre Gasly, que tinha um contrato para pilotar pela AlphaTauri, se mudou para a Alpine, substituindo Alonso.[66] Gasly foi substituído na AlphaTauri pelo campeão da Fórmula E de 2020–21 e da Fórmula 2 de 2019, Nyck de Vries.[67]

- Nicholas Latifi deixou a Williams após passar três temporadas na equipe.[68] Sua vaga na equipe foi ocupada por Logan Sargeant, que fez sua estreia na Fórmula 1 no Grande Prêmio do Barém. Se tornando, assim, no primeiro piloto estadunidense a competir na Fórmula 1 desde Alexander Rossi em 2015, com a antiga equipe Marussia.[53]

- Mick Schumacher deixou a Haas após duas temporadas.[69] Seu lugar na equipe estadunidense foi ocupado por Nico Hülkenberg, que competiu pela última vez na Fórmula 1 como piloto em tempo integral em 2019, com a antiga equipe Renault.[34]

#### Mudanças no meio da temporada
- Nyck de Vries foi dispensado de suas funções de piloto na AlphaTauri após um desempenho inferior nas primeiras dez corridas de sua temporada de estreia.[70][71] Seu lugar foi ocupado por Daniel Ricciardo a partir do Grande Prêmio da Hungria.[72] Ricciardo havia corrido com a equipe, que na época se chamava Toro Rosso, nas temporadas de 2012 e 2013.[73] No entanto, durante o Grande Prêmio dos Países Baixos, apenas sua terceira corrida da temporada, Ricciardo quebrou um osso da mão esquerda em um acidente durante a segunda sessão de treinos livres. Como resultado, o piloto reserva da Red Bull Racing e da AlphaTauri, Liam Lawson, fez sua estreia na Fórmula 1 nos Países Baixos.[74] Lawson continuou a substituir Ricciardo nos Grandes Prêmios de Itália, Singapura, Japão e Catar. Ricciardo voltou para o Grande Prêmio dos Estados Unidos.[75][76]

## Calendário

Os países em verde sediaram etapas do campeonato de 2023, enquanto os marcados em cinza escuro já sediaram um Grande Prêmio ao menos uma vez na história.

O calendário do Campeonato Mundial de 2023 foi aprovado pelo Conselho Mundial de Automobilismo em 20 de setembro de 2022. Vinte e quatro eventos estavam presentes no que seria maior calendário de corridas da história da Fórmula 1. Os Grande Prêmios da China e da Emília-Romanha foram cancelados, o primeiro em função de "dificuldades contínuas" com a pandemia de COVID-19, e o segundo devido às fortes chuvas na região de Ímola, deixando o calendário com vinte e dois eventos
| Grande Prêmio | Grande Prêmio                     | Circuito                                          | Data           |
| ------------- | --------------------------------- | ------------------------------------------------- | -------------- |
| 1             | Grande Prêmio do Barém            | Circuito Internacional do Barém, Sakhir           | 5 de março     |
| 2             | Grande Prêmio da Arábia Saudita   | Circuito da Corniche de Gidá, Gidá                | 19 de março    |
| 3             | Grande Prêmio da Austrália        | Circuito do Grande Prêmio de Melbourne, Melbourne | 2 de abril     |
| 4             | Grande Prêmio do Azerbaijão       | Circuito Urbano de Bacu, Bacu                     | 30 de abril    |
| 5             | Grande Prêmio de Miami            | Autódromo Internacional de Miami, Miami Gardens   | 7 de maio      |
| 6             | Grande Prêmio de Mônaco           | Circuito de Mônaco, Monte Carlo                   | 28 de maio     |
| 7             | Grande Prêmio da Espanha          | Circuito de Barcelona-Catalunha, Montmeló         | 4 de junho     |
| 8             | Grande Prêmio do Canadá           | Circuito Gilles Villeneuve, Montreal              | 18 de junho    |
| 9             | Grande Prêmio da Áustria          | Red Bull Ring, Spielberg                          | 2 de julho     |
| 10            | Grande Prêmio da Grã-Bretanha     | Circuito de Silverstone, Silverstone              | 9 de julho     |
| 11            | Grande Prêmio da Hungria          | Hungaroring, Mogyoród                             | 23 de julho    |
| 12            | Grande Prêmio da Bélgica          | Circuito de Spa-Francorchamps, Stavelot           | 30 de julho    |
| 13            | Grande Prêmio dos Países Baixos   | Circuito de Zandvoort, Zandvoort                  | 27 de agosto   |
| 14            | Grande Prêmio da Itália           | Autódromo Nacional de Monza, Monza                | 3 de setembro  |
| 15            | Grande Prêmio de Singapura        | Circuito Urbano de Marina Bay, Singapura          | 17 de setembro |
| 16            | Grande Prêmio do Japão            | Curso Internacional de Corridas de Suzuka, Suzuka | 24 de setembro |
| 17            | Grande Prêmio do Catar            | Circuito Internacional de Lusail, Lusail          | 8 de outubro   |
| 18            | Grande Prêmio dos Estados Unidos  | Circuito das Américas, Austin                     | 22 de outubro  |
| 19            | Grande Prêmio da Cidade do México | Autódromo Hermanos Rodríguez, Cidade do México    | 29 de outubro  |
| 20            | Grande Prêmio de São Paulo        | Autódromo José Carlos Pace, São Paulo             | 5 de novembro  |
| 21            | Grande Prêmio de Las Vegas        | Circuito Urbano de Las Vegas, Las Vegas           | 18 de novembro |
| 22            | Grande Prêmio de Abu Dhabi        | Circuito de Yas Marina, Abu Dhabi                 | 26 de novembro |
| Fonte:        |                                   |                                                   |                |

### Mudanças no calendário
- O Grande Prêmio do Catar está programado para retornar ao calendário, depois de ter sido realizado pela última vez em 2021. O evento, juntamente com o Grande Prêmio da Arábia Saudita, foi inicialmente planejado para ser transferido para um novo circuito construído especificamente, antes de ser mantido em Lusail e Gidá, respectivamente.[77]

- O Grande Prêmio de Las Vegas fará sua estreia, com a corrida planejada para novembro em uma nova pista de rua na Las Vegas Strip. Será o terceiro Grande Prêmio do calendário a ser realizado nos Estados Unidos.[80]

- O Grande Prêmio da Rússia estava sob contrato para figurar no calendário de 2023. Originalmente, deveria mudar seu local do Autódromo de Sochi para Igora Drive, localizado nos arredores de São Petersburgo. No entanto, o Grande Prêmio teve seu contrato rescindido em resposta à invasão russa da Ucrânia em 2022.[81]

- O Grande Prêmio da França não fará parte do calendário de 2023, embora os promotores do evento tenham declarado que pretendem um acordo de corrida rotacional, compartilhando sua vaga com outros Grandes Prêmios.

- O Grande Prêmio da China estava no calendário inicial de 2023 (depois de ter sido realizado pela última vez em 2019), porém a corrida foi cancelada em dezembro de 2022 pela quarta temporada consecutiva devido a "dificuldades contínuas" com a pandemia de COVID-19 na China. O evento não foi substituído.[78]

- O Grande Prêmio da Emília-Romanha, programado para ser disputado em Ímola em 21 de maio, foi cancelado devido a inundações torrenciais na área.[79]

## Calendário de lançamento dos carros

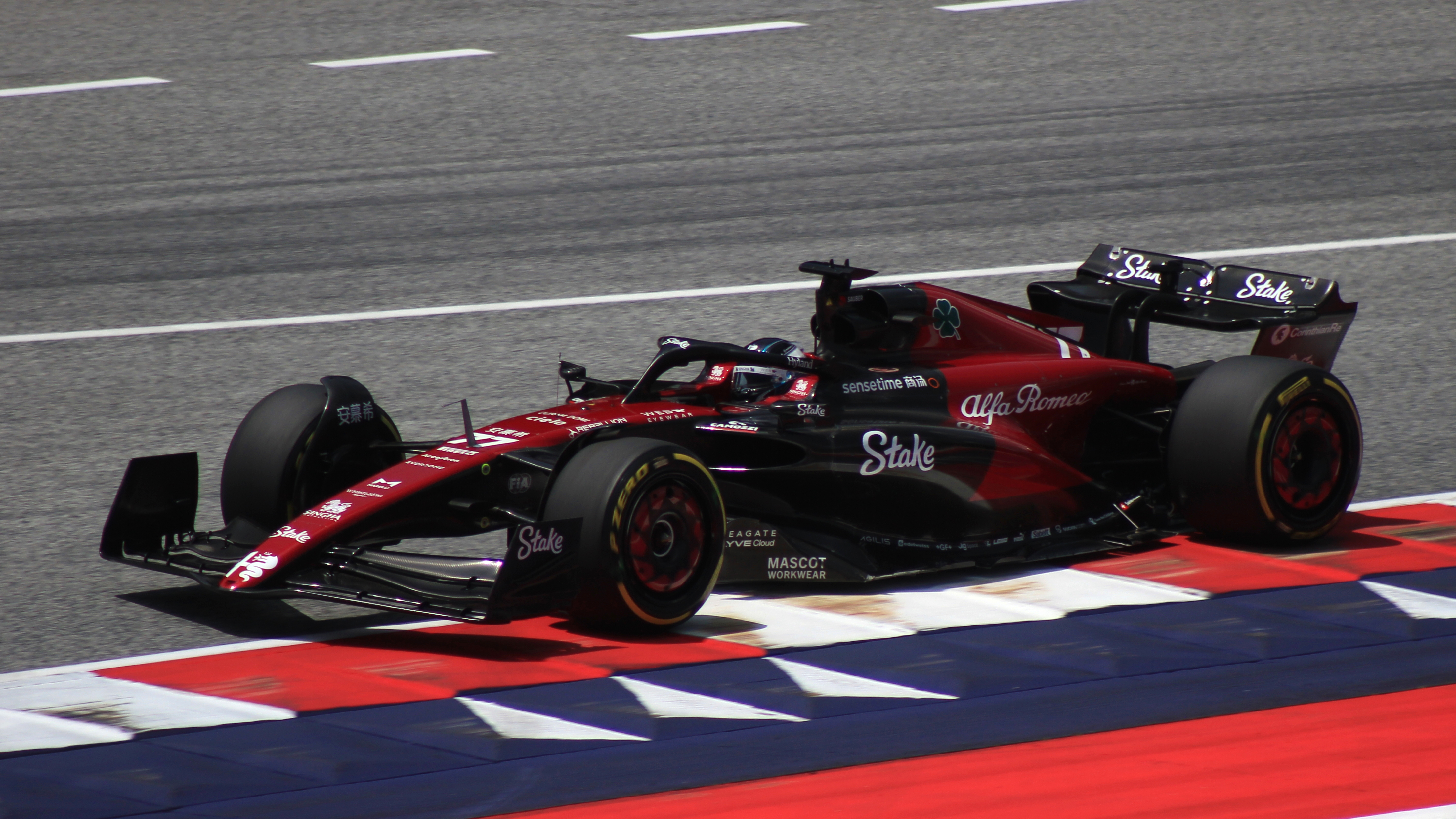
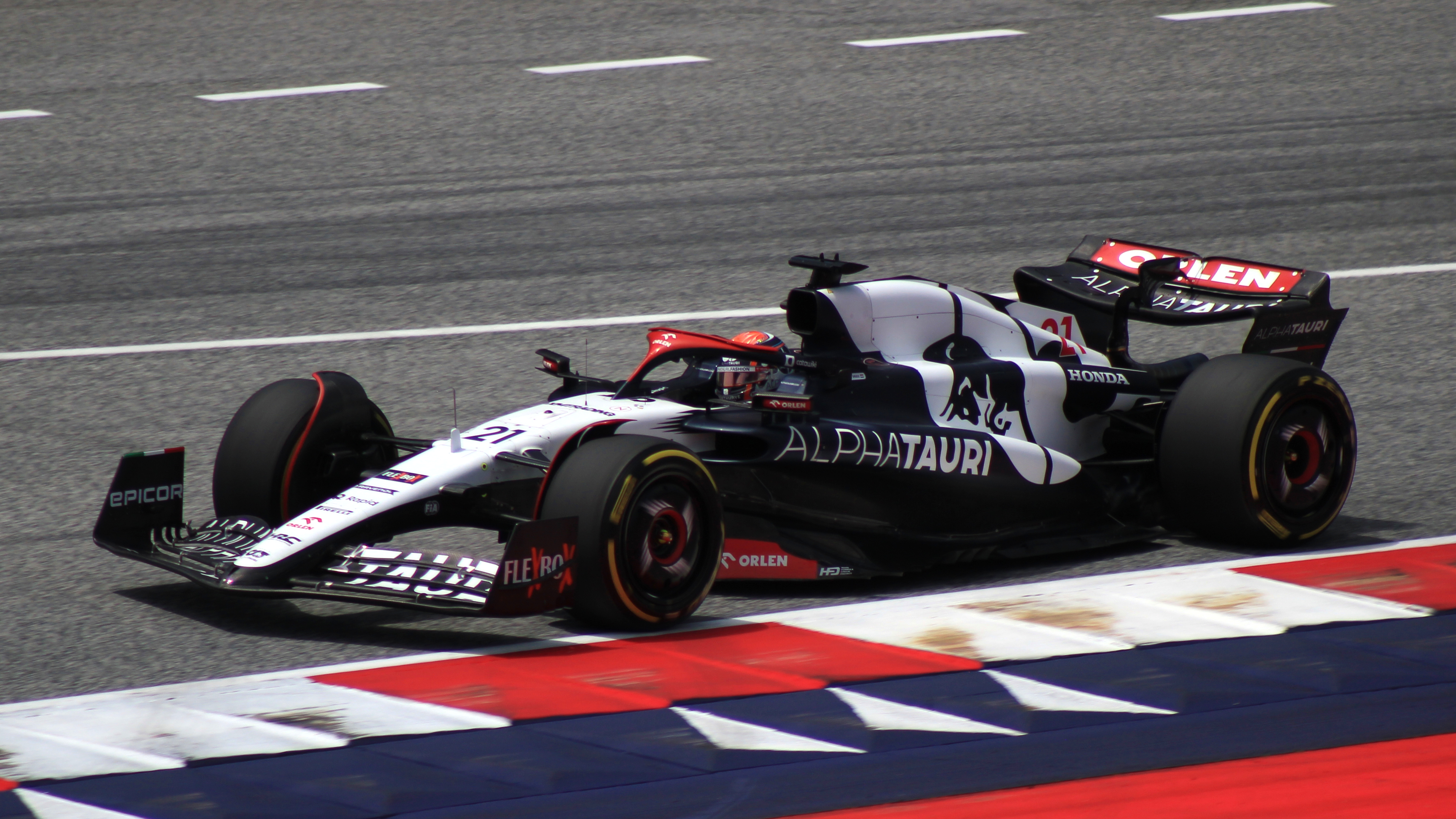
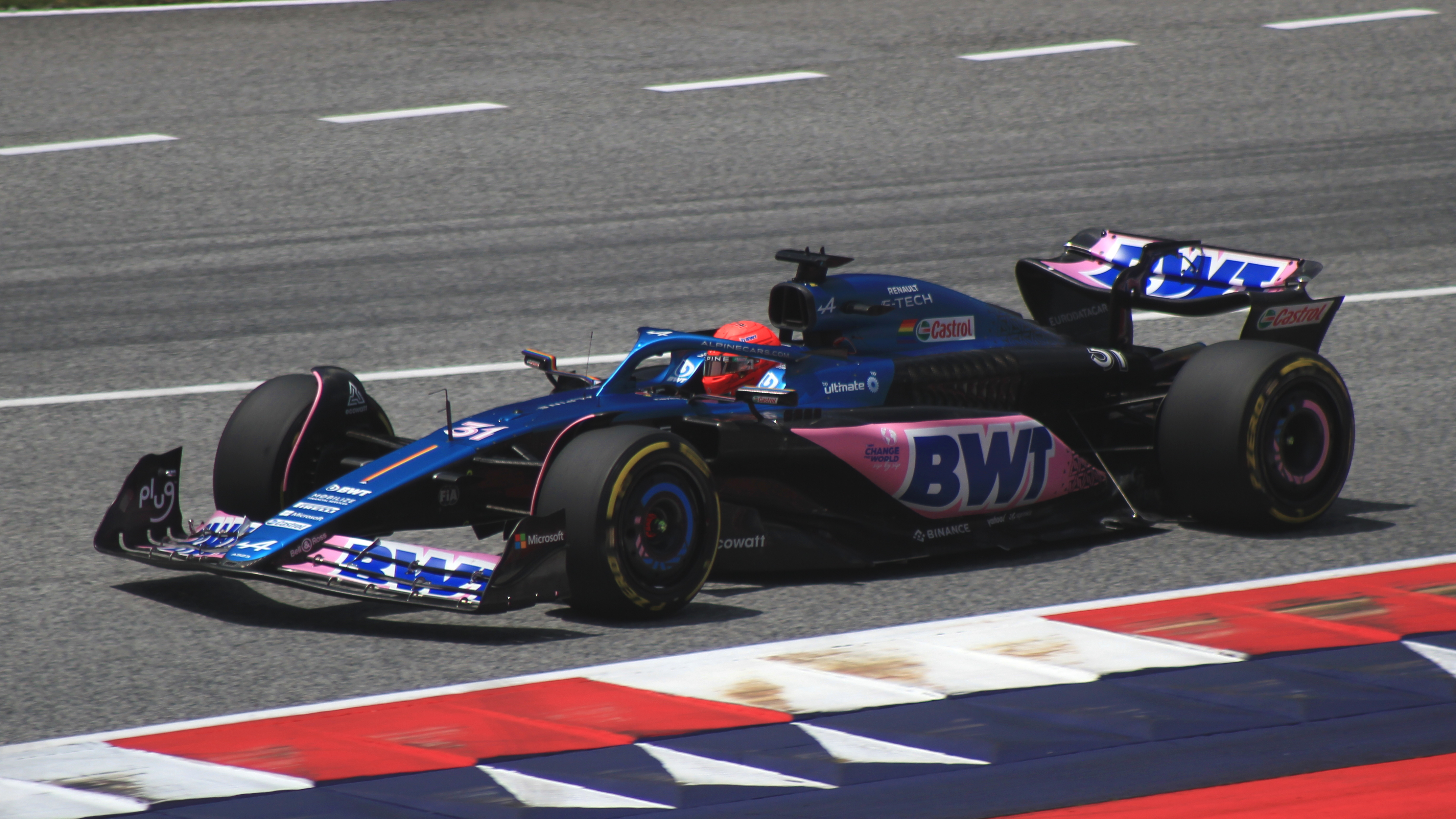
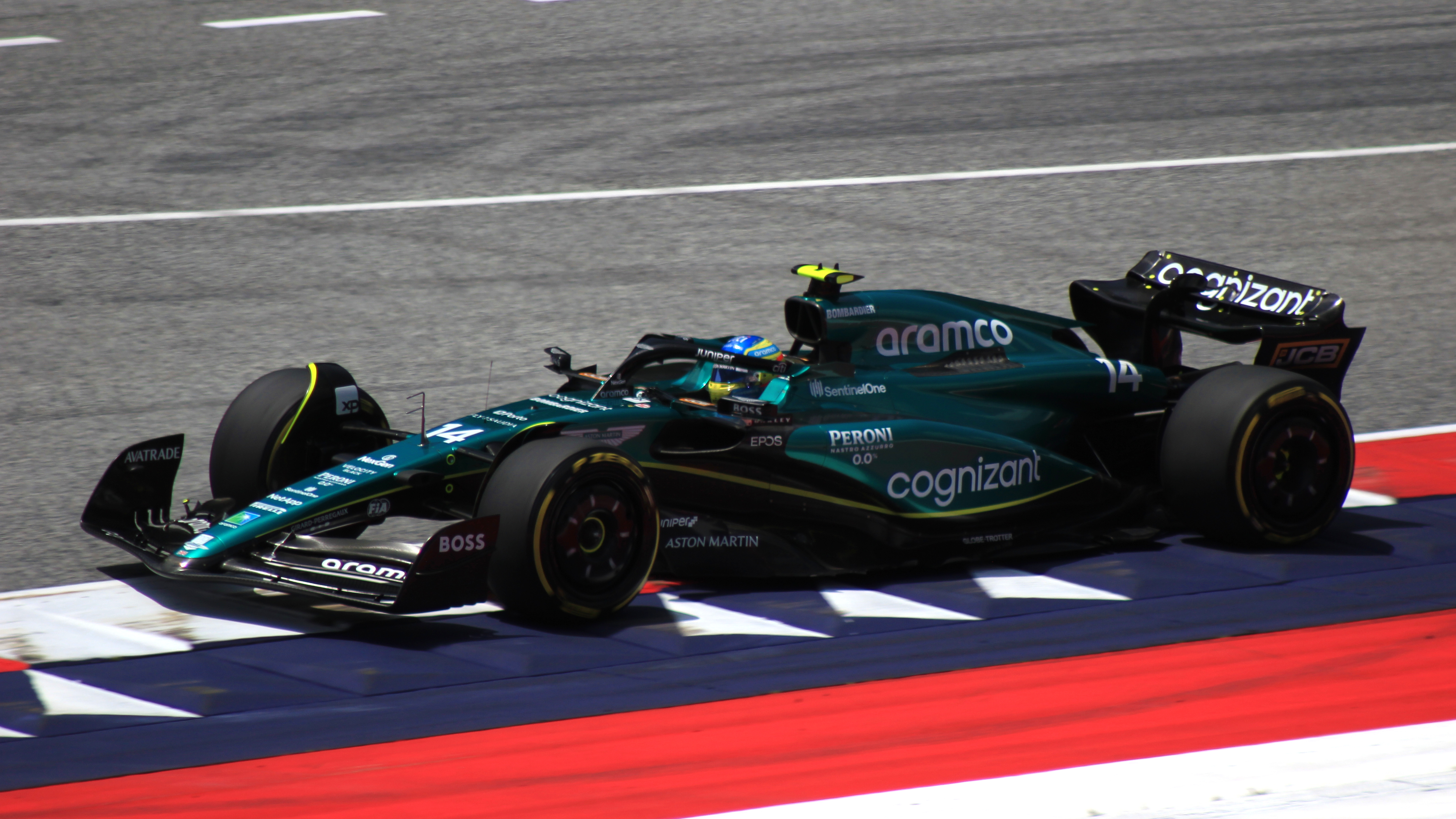
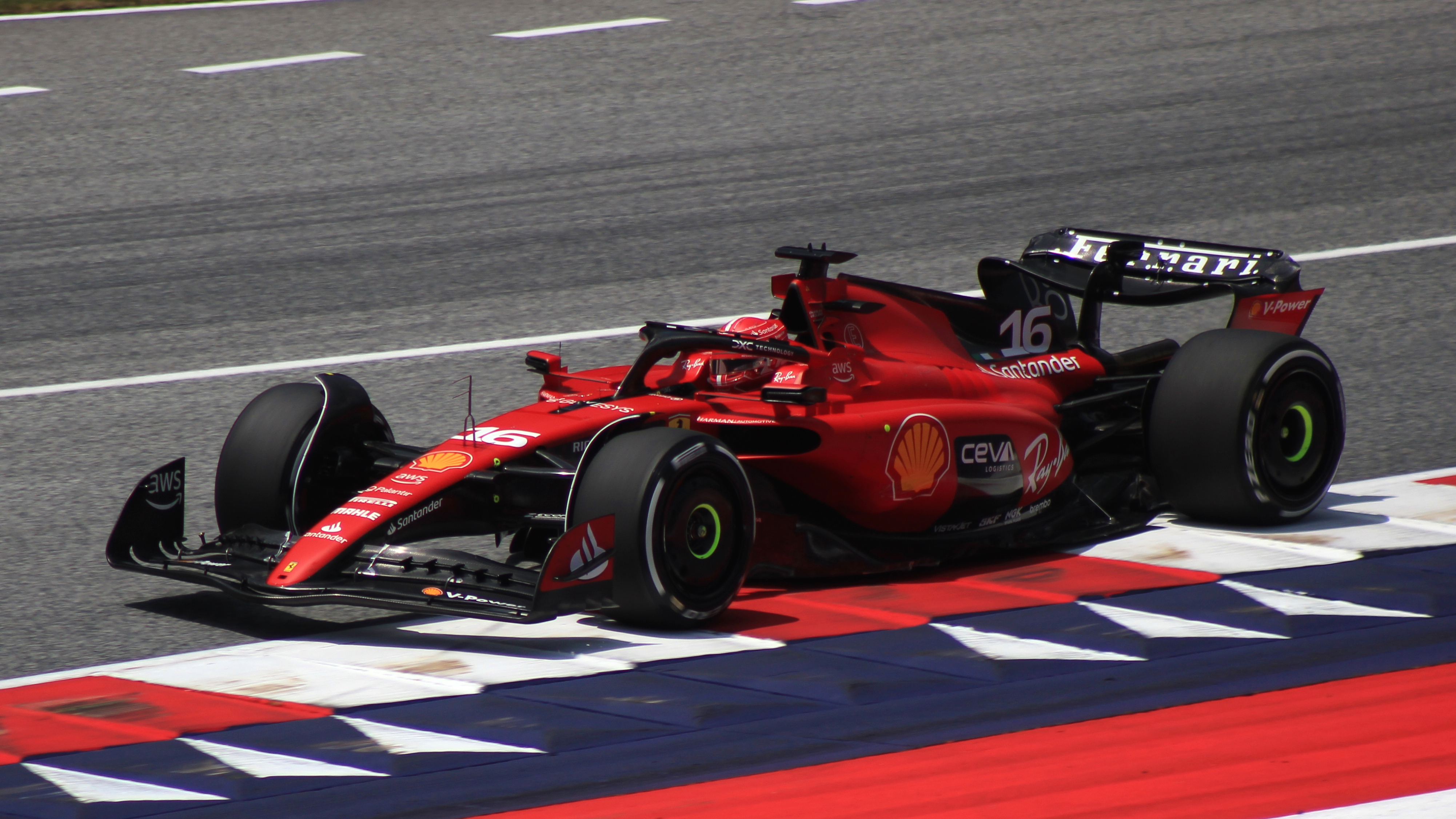
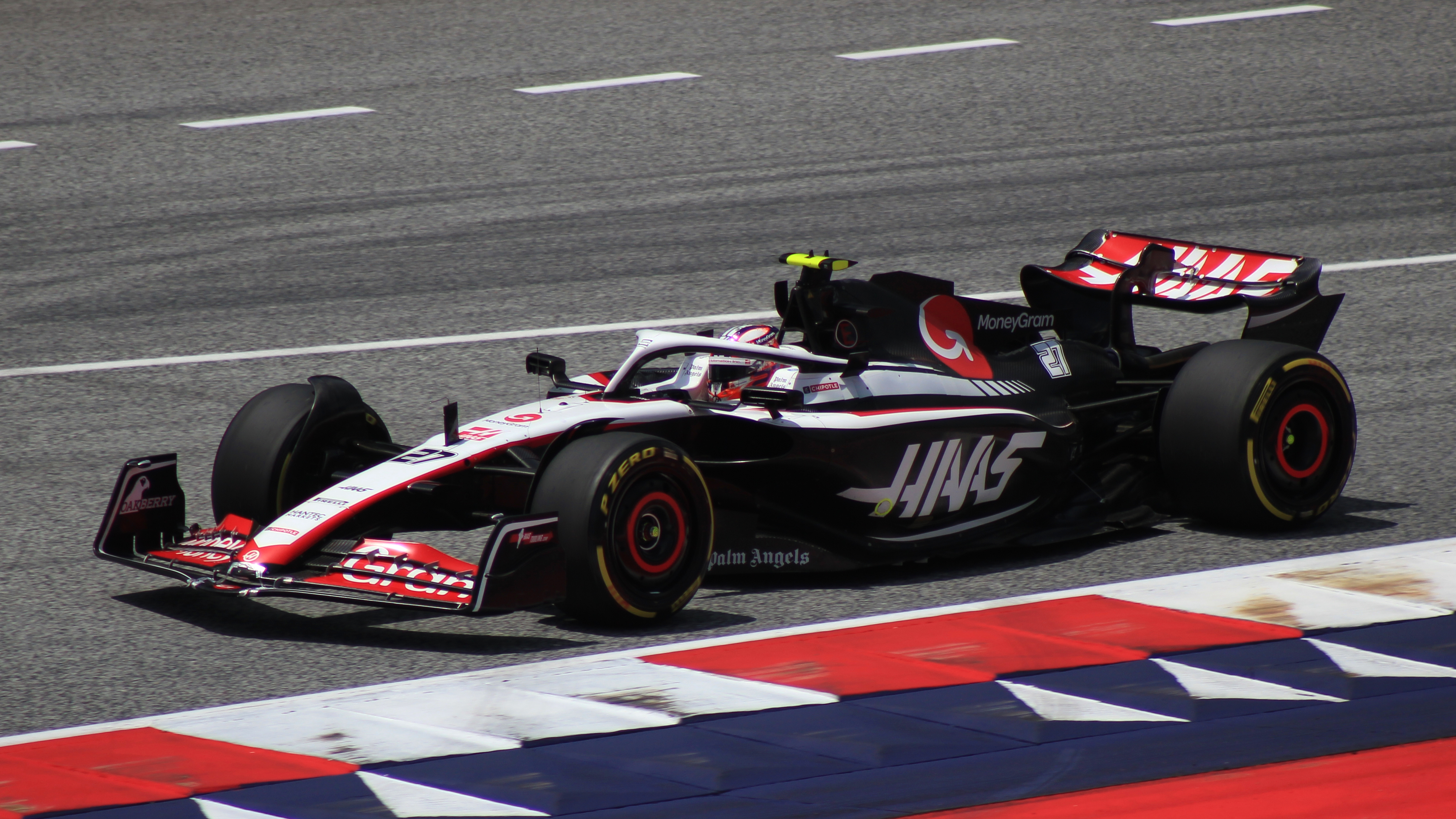
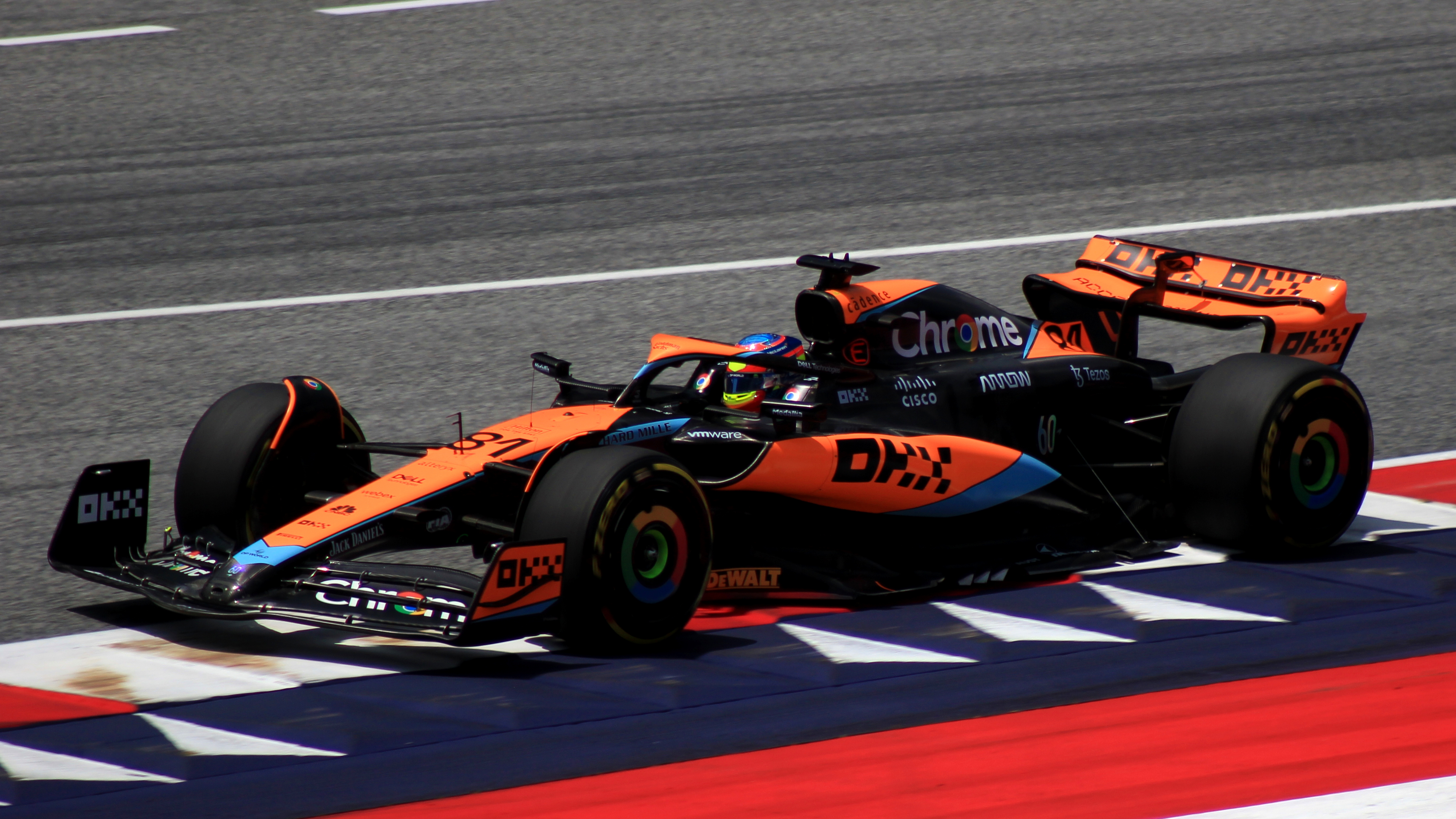
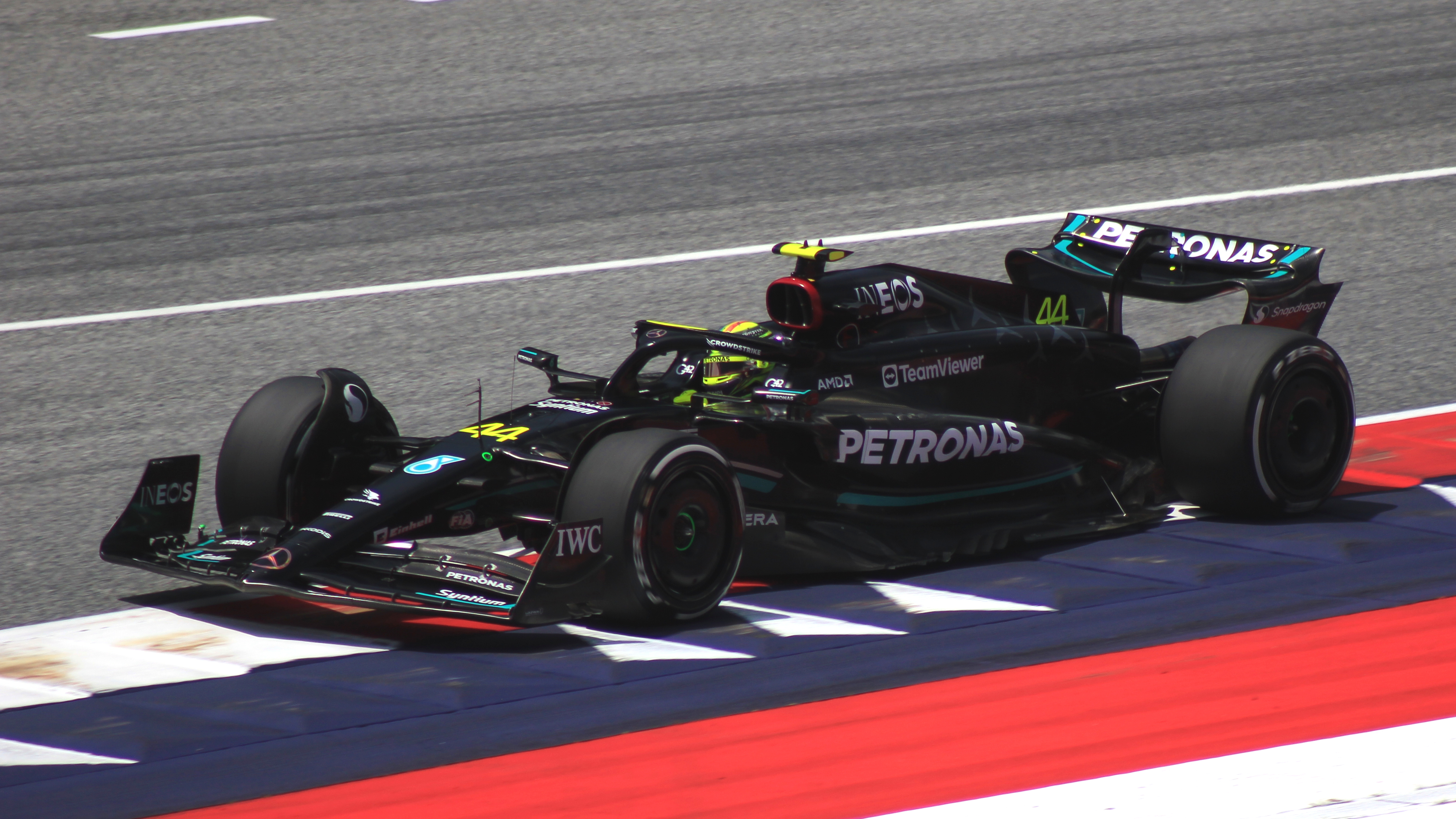
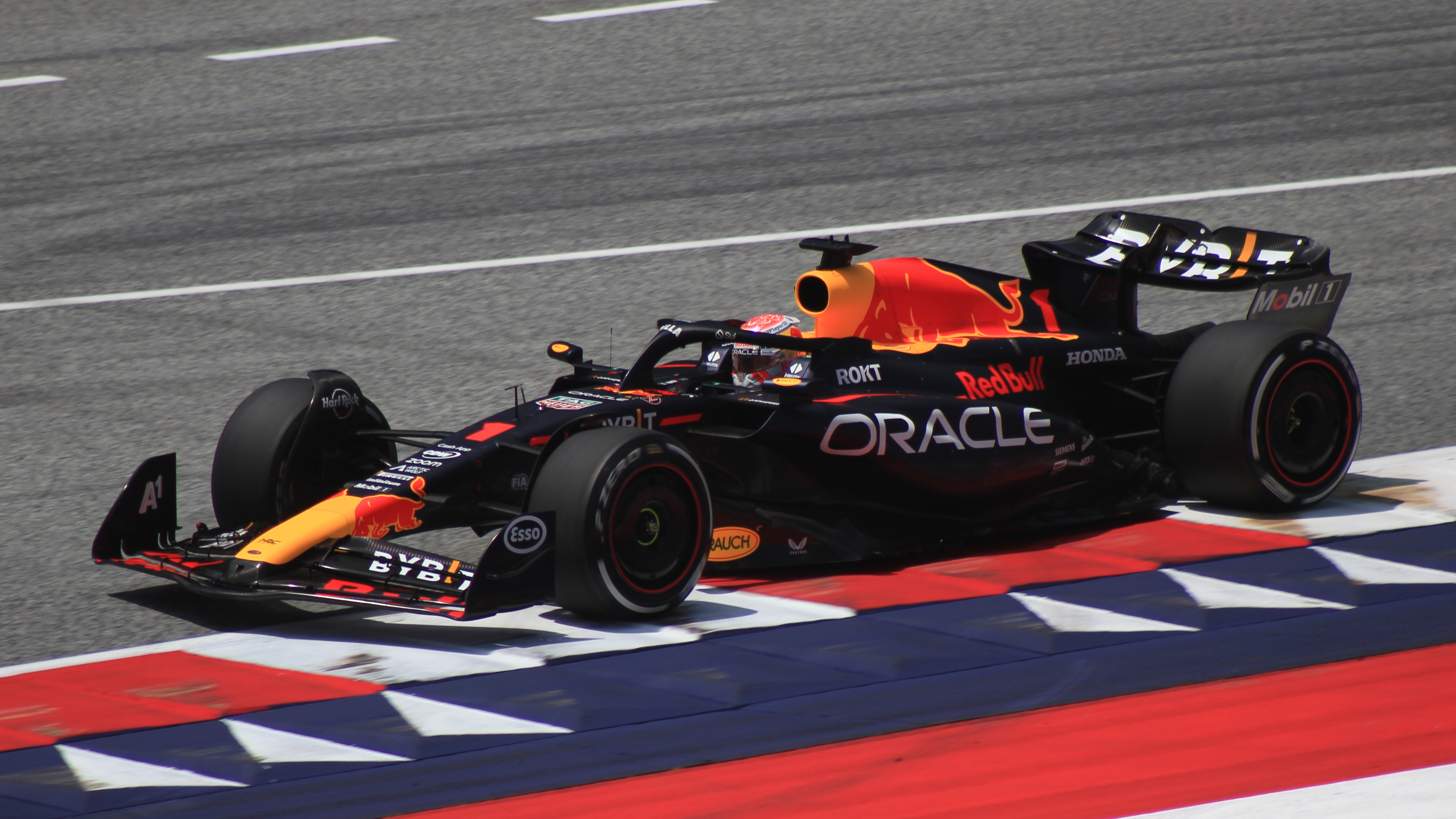
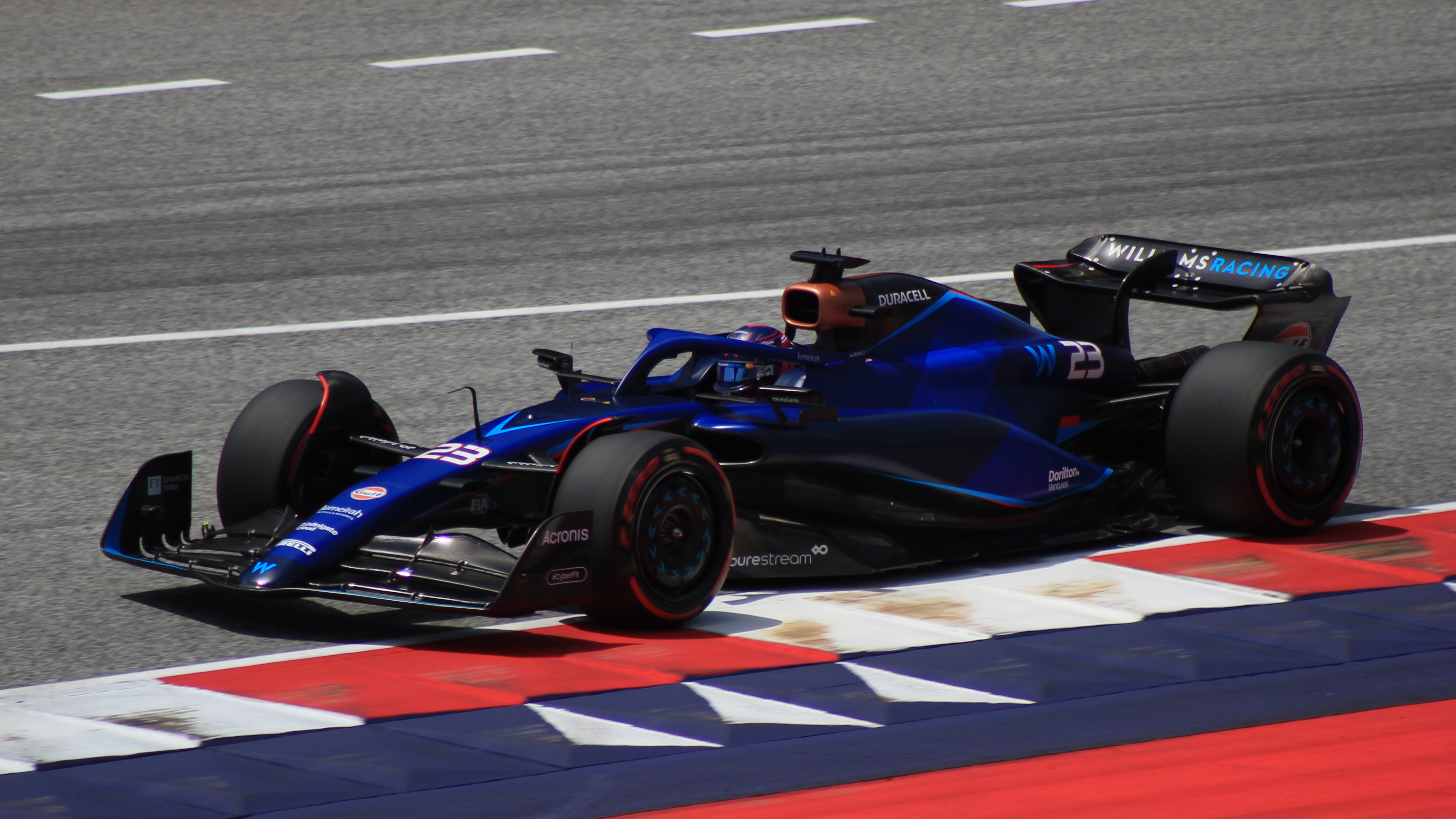

| Equipe          | Chassis | Data            | Local | Ref. |
| --------------- | ------- | --------------- | ----- | ---- |
| Haas            | VF-23   | 31 de janeiro   |       |      |
| Red Bull Racing | RB19    | 3 de fevereiro  |       |      |
| Williams        | FW-45   | 6 de fevereiro  |       |      |
| Alfa Romeo      | C43     | 7 de fevereiro  |       |      |
| AlphaTauri      | AT04    | 11 de fevereiro |       |      |

| Equipe              | Chassis | Data            | Local | Ref |
| ------------------- | ------- | --------------- | ----- | --- |
| McLaren             | MCL37   | 13 de fevereiro |       |     |
| Aston Martin Aramco | AMR23   | 13 de fevereiro |       |     |
| Ferrari             | SF-23   | 14 de fevereiro |       |     |
| Mercedes            | F1 W14  | 15 de fevereiro |       |     |
| Alpine              | A523    | 16 de fevereiro |       |     |

Galeria
- Alfa Romeo
- AlphaTauri
- Alpine
- Aston Martin
- Ferrari
- Haas
- McLaren
- Mercedes
- Red Bull Racing
- Williams

## Pré-temporada
Os testes de pré-temporada confirmados foram realizados de 23 a 25 de fevereiro de 2023 no Circuito Internacional do Barém, Barém. Por conta da lesão de Lance Stroll após um acidente de bicicleta, o piloto brasileiro, Felipe Drugovich foi convocado para realizar algumas voltas no período da manhã da primeira e última sessão de pré-temporada pela Aston Martin, nos dias 23 e 25 de fevereiro.
(Em negrito, a volta mais rápida de cada semana)
| N.º | Circuito                               | Mapa do circuito | Resultados     | Resultados      | Resultados | Resultados   | Resultados | Resultados | Resultados |
| --- | -------------------------------------- | ---------------- | -------------- | --------------- | ---------- | ------------ | ---------- | ---------- | ---------- |
| 1   | Circuito Internacional do Barém, Barém |                  | Dia            | Piloto          | Equipe     | Melhor tempo | Voltas     | Pneu       | Ref.       |
| 1   | Circuito Internacional do Barém, Barém | 23 de fevereiro  | Max Verstappen | Red Bull Racing | 1:32.837   | 157          |            | [ 84 ]     |            |
| 1   | Circuito Internacional do Barém, Barém | 24 de fevereiro  | Guanyu Zho     | Alfa Romeo      | 1:31.610   | 133          |            | [ 85 ]     |            |
| 1   | Circuito Internacional do Barém, Barém | 25 de fevereiro  | Sergio Pérez   | Red Bull Racing | 1:30.305   | 133          |            | [ 86 ]     |            |

## Resultados e classificação

### Por Grande Prêmio
| Nº | Grande Prêmio                     | Pole Position    | Tempo    | Volta mais rápida | Tempo    | Piloto do dia    | Vencedor         | Equipe                     | Descrição |
| -- | --------------------------------- | ---------------- | -------- | ----------------- | -------- | ---------------- | ---------------- | -------------------------- | --------- |
| 1  | Grande Prêmio do Barém            | Max Verstappen   | 1:29.708 | Guanyu Zhou       | 1.33.996 | Fernando Alonso  | Max Verstappen   | Red Bull Racing-Honda RBPT | Descrição |
| 2  | Grande Prêmio da Arábia Saudita   | Sergio Pérez     | 1:28.265 | Max Verstappen    | 1:29.603 | Max Verstappen   | Sergio Pérez     | Red Bull Racing-Honda RBPT | Descrição |
| 3  | Grande Prêmio da Austrália        | Max Verstappen   | 1:16.732 | Sergio Pérez      | 1:20.235 | Sergio Pérez     | Max Verstappen   | Red Bull Racing-Honda RBPT | Descrição |
| 4  | Grande Prêmio do Azerbaijão       | Charles Leclerc  | 1.40:203 | George Russell    | 1:43.370 | Sergio Pérez     | Sergio Pérez     | Red Bull Racing-Honda RBPT | Descrição |
| 5  | Grande Prêmio de Miami            | Sergio Pérez     | 1:26.481 | Max Verstappen    | 1:29.708 | Max Verstappen   | Max Verstappen   | Red Bull Racing-Honda RBPT | Descrição |
| 6  | Grande Prêmio de Mônaco           | Max Verstappen   | 1:11.365 | Lewis Hamilton    | 1:15.650 | Esteban Ocon     | Max Verstappen   | Red Bull Racing-Honda RBPT | Descrição |
| 7  | Grande Prêmio da Espanha          | Max Verstappen   | 1:12.272 | Max Verstappen    | 1:16.330 | Lewis Hamilton   | Max Verstappen   | Red Bull Racing-Honda RBPT | Descrição |
| 8  | Grande Prêmio do Canadá           | Max Verstappen   | 1:25.858 | Sergio Pérez      | 1:14:481 | Alexander Albon  | Max Verstappen   | Red Bull Racing-Honda RBPT | Descrição |
| 9  | Grande Prêmio da Áustria          | Max Verstappen   | 1:04.391 | Max Verstappen    | 1:07.012 | Lando Norris     | Max Verstappen   | Red Bull Racing-Honda RBPT | Descrição |
| 10 | Grande Prêmio da Grã-Bretanha     | Max Verstappen   | 1:26.720 | Max Verstappen    | 1:30.275 | Lando Norris     | Max Verstappen   | Red Bull Racing-Honda RBPT | Descrição |
| 11 | Grande Prêmio da Hungria          | Lewis Hamilton   | 1:16.609 | Max Verstappen    | 1:20.504 | Sergio Pérez     | Max Verstappen   | Red Bull Racing-Honda RBPT | Descrição |
| 12 | Grande Prêmio da Bélgica          | Charles Leclerc  | 1:46.988 | Lewis Hamilton    | 1:47.305 | Max Verstappen   | Max Verstappen   | Red Bull Racing-Honda RBPT | Descrição |
| 13 | Grande Prêmio dos Países Baixos   | Max Verstappen   | 1:10.567 | Fernando Alonso   | 1:13.837 | Fernando Alonso  | Max Verstappen   | Red Bull Racing-Honda RBPT | Descrição |
| 14 | Grande Prêmio da Itália           | Carlos Sainz Jr. | 1:20:294 | Oscar Piastri     | 1:25.072 | Carlos Sainz Jr. | Max Verstappen   | Red Bull Racing-Honda RBPT | Descrição |
| 15 | Grande Prêmio de Singapura        | Carlos Sainz Jr. | 1:30:984 | Lewis Hamilton    | 1:35.867 | Carlos Sainz Jr. | Carlos Sainz Jr. | Ferrari                    | Descrição |
| 16 | Grande Prêmio do Japão            | Max Verstappen   | 1:28:877 | Max Verstappen    | 1:34:183 | Oscar Piastri    | Max Verstappen   | Red Bull Racing-Honda RBPT | Descrição |
| 17 | Grande Prêmio do Catar            | Max Verstappen   | 1:23:778 | Max Verstappen    | 1:24.319 | Oscar Piastri    | Max Verstappen   | Red Bull Racing-Honda RBPT | Descrição |
| 18 | Grande Prêmio dos Estados Unidos  | Charles Leclerc  | 1:34:723 | Yuki Tsunoda      | 1:38:139 | Max Verstappen   | Max Verstappen   | Red Bull Racing-Honda RBPT | Descrição |
| 19 | Grande Prêmio da Cidade do México | Charles Leclerc  | 1:17.166 | Lewis Hamilton    | 1:21.334 | Lando Norris     | Max Verstappen   | Red Bull Racing-Honda RBPT | Descrição |
| 20 | Grande Prêmio de São Paulo        | Max Verstappen   | 1:10:727 | Lando Norris      | 1:12:486 | Lando Norris     | Max Verstappen   | Red Bull Racing-Honda RBPT | Descrição |
| 21 | Grande Prêmio de Las Vegas        | Charles Leclerc  | 1:32.726 | Oscar Piastri     | 1:35.490 | Charles Leclerc  | Max Verstappen   | Red Bull Racing-Honda RBPT | Descrição |
| 22 | Grande Prêmio de Abu Dhabi        | Max Verstappen   | 1:23.445 | Max Verstappen    | 1:26.993 | Yuki Tsunoda     | Max Verstappen   | Red Bull Racing-Honda RBPT | Descrição |

### Por Grande Prêmio (Sprint)
| Nº | Grande Prêmio                    | Pole Position   | Tempo    | Vencedor       | Equipe                     | Descrição |
| -- | -------------------------------- | --------------- | -------- | -------------- | -------------------------- | --------- |
| 1  | Grande Prêmio do Azerbaijão      | Charles Leclerc | 1:41.697 | Sergio Pérez   | Red Bull Racing-Honda RBPT | Descrição |
| 2  | Grande Prêmio da Áustria         | Max Verstappen  | 1:04.440 | Max Verstappen | Red Bull Racing-Honda RBPT | Descrição |
| 3  | Grande Prêmio da Bélgica         | Max Verstappen  | 1:49.056 | Max Verstappen | Red Bull Racing-Honda RBPT | Descrição |
| 4  | Grande Prêmio do Catar           | Oscar Piastri   | 1:24.454 | Oscar Piastri  | McLaren-Mercedes           | Descrição |
| 5  | Grande Prêmio dos Estados Unidos | Max Verstappen  | 1:34.538 | Max Verstappen | Red Bull Racing-Honda RBPT | Descrição |
| 6  | Grande Prêmio de São Paulo       | Lando Norris    | 1:10.622 | Max Verstappen | Red Bull Racing-Honda RBPT | Descrição |

### Sistema de pontuação
Os pontos eram concedidos até o décimo colocado. Um ponto extra era concedido ao piloto que marcasse a volta mais rápida durante uma corrida. O ponto adicional só era concedido caso o piloto a ter feito a volta mais rápida de um Grande Prêmio estivesses entre os dez primeiros na classificação final da prova. Não era dado ponto se a volta mais rápida fosse marcada por um piloto que não estivesse entre as dez primeiras posições no final da corrida.
Grandes Prêmios
| Posição | 1º | 2º | 3º | 4º | 5º | 6º | 7º | 8º | 9º | 10º | VMR* |
| Pontos  | 25 | 18 | 15 | 12 | 10 | 8  | 6  | 4  | 2  | 1   | 1    |
| Sprint  | 8  | 7  | 6  | 5  | 4  | 3  | 2  | 1  |    |     |      |

### Campeonato de Pilotos
| Pos. | N.º | Piloto           | BAR | SAU | AUS | AZE | MIA | MON | ESP | CAN | AUT  | GBR | HUN | BEL  | NED | ITA | SIN | JAP | QAT  | EUA  | MEX | SAP  | LAS | ABU | Ptos. |
| ---- | --- | ---------------- | --- | --- | --- | --- | --- | --- | --- | --- | ---- | --- | --- | ---- | --- | --- | --- | --- | ---- | ---- | --- | ---- | --- | --- | ----- |
| 1    | 1   | Max Verstappen   | 1   | 2   | 1   | 23  | 1   | 1   | 1   | 1   | 1    | 1   | 1   | 1    | 1   | 1   | 5   | 1   | 12   | 1    | 1   | 1    | 1   | 1   | 575   |
| 2    | 11  | Sergio Pérez     | 2   | 1   | 5   | 1   | 2   | 16  | 4   | 6   | 32   | 6   | 3   | 2    | 4   | 2   | 8   | Ret | 10   | 45   | Ret | 43   | 3   | 4   | 285   |
| 3    | 44  | Lewis Hamilton   | 5   | 5   | 2   | 67  | 6   | 4   | 2   | 3   | 8    | 3   | 4   | 47   | 6   | 6   | 3   | 5   | Ret5 | DSQ2 | 2   | 87   | 7   | 9   | 234   |
| 4    | 14  | Fernando Alonso  | 3   | 3   | 3   | 46  | 3   | 2   | 7   | 2   | 5    | 7   | 9   | 5    | 2   | 9   | 15  | 8   | 68   | Ret  | Ret | 3    | 9   | 7   | 206   |
| 5    | 16  | Charles Leclerc  | Ret | 7   | Ret | 32  | 7   | 6   | 11  | 4   | 2    | 9   | 7   | 35   | Ret | 4   | 4   | 4   | 5    | DSQ3 | 3   | NL5  | 2   | 2   | 206   |
| 6    | 4   | Lando Norris     | 17  | 17  | 6   | 9   | 17  | 9   | 17  | 13  | 4    | 2   | 2   | 76   | 7   | 8   | 2   | 2   | 3    | 24   | 5   | 2    | Ret | 5   | 205   |
| 7    | 55  | Carlos Sainz Jr. | 4   | 6   | 12  | 5   | 5   | 8   | 5   | 5   | 63   | 10  | 8   | Ret4 | 5   | 3   | 1   | 6   | NL6  | 36   | 4   | 68   | 6   | 18† | 200   |
| 8    | 63  | George Russell   | 7   | 4   | Ret | 84  | 4   | 5   | 3   | Ret | 78   | 5   | 6   | 68   | 17  | 5   | 16† | 7   | 4    | 58   | 6   | Ret4 | 8   | 3   | 175   |
| 9    | 81  | Oscar Piastri    | Ret | 15  | 8   | 11  | 19  | 10  | 13  | 11  | 16   | 4   | 5   | Ret2 | 9   | 12  | 7   | 3   | 21   | Ret  | 8   | 14   | 10  | 6   | 97    |
| 10   | 18  | Lance Stroll     | 6   | Ret | 4   | 78  | 12  | Ret | 6   | 9   | 94   | 14  | 10  | 9    | 11  | 16  | NP  | Ret | 11   | 7    | 17† | 5    | 5   | 10  | 74    |
| 11   | 10  | Pierre Gasly     | 9   | 9   | 13† | 14  | 8   | 7   | 10  | 12  | 10   | Ret | Ret | 113  | 3   | 15  | 6   | 10  | 12   | 67   | 11  | 7    | 11  | 13  | 62    |
| 12   | 31  | Esteban Ocon     | Ret | 8   | 14† | 15  | 9   | 3   | 8   | 8   | 147  | Ret | Ret | 8    | 10  | Ret | Ret | 9   | 7    | Ret  | 10  | 10   | 4   | 12  | 58    |
| 13   | 23  | Alexander Albon  | 10  | Ret | Ret | 12  | 14  | 14  | 16  | 7   | 11   | 8   | 11  | 14   | 8   | 7   | 11  | Ret | 137  | 9    | 9   | Ret  | 12  | 14  | 27    |
| 14   | 22  | Yuki Tsunoda     | 11  | 11  | 10  | 10  | 11  | 15  | 12  | 14  | 19   | 16  | 15  | 10   | 15  | NL  | Ret | 12  | 15   | 8    | 12  | 96   | 18† | 8   | 17    |
| 15   | 77  | Valtteri Bottas  | 8   | 18  | 11  | 18  | 13  | 11  | 19  | 10  | 15   | 12  | 12  | 12   | 14  | 10  | Ret | Ret | 8    | 12   | 14  | Ret  | 17  | 19  | 10    |
| 16   | 27  | Nico Hülkenberg  | 15  | 12  | 7   | 17  | 15  | 17  | 15  | 15  | Ret6 | 13  | 14  | 18   | 12  | 17  | 13  | 14  | 16   | 11   | 13  | 12   | 19† | 15  | 9     |
| 17   | 3   | Daniel Ricciardo | NP  | NP  | NP  | NP  | NP  | NP  | NP  | NP  | NP   | NP  | 13  | 16   | Les | NP  | NP  | NP  | NP   | 15   | 7   | 13   | 14  | 11  | 6     |
| 18   | 24  | Guanyu Zhou      | 16  | 13  | 9   | Ret | 16  | 13  | 9   | 16  | 12   | 15  | 16  | 13   | Ret | 14  | 12  | 13  | 9    | 13   | 15  | Ret  | 15  | 17  | 6     |
| 19   | 20  | Kevin Magnussen  | 13  | 10  | 17† | 13  | 10  | 19† | 18  | 17  | 18   | Ret | 17  | 15   | 16  | 18  | 10  | 15  | 14   | 14   | Ret | Ret  | 13  | 20  | 3     |
| 20   | 15  | Liam Lawson      | NP  | NP  | NP  | NP  | NP  | NP  | NP  | NP  | NP   | NP  | NP  | NP   | 13  | 11  | 9   | 11  | 17   | NP   | NP  | NP   | NP  | NP  | 2     |
| 21   | 2   | Logan Sargeant   | 12  | 16  | 16† | 16  | 20  | 18  | 20  | Ret | 13   | 11  | 18† | 17   | Ret | 13  | 14  | Ret | Ret  | 10   | 16  | 11   | 16  | 16  | 1     |
| 22   | 21  | Nyck de Vries    | 14  | 14  | 15† | Ret | 18  | 12  | 14  | 18  | 17   | 17  | NP  | NP   | NP  | NP  | NP  | NP  | NP   | NP   | NP  | NP   | NP  | NP  | 0     |
| Pos. | N.º | Piloto           | BAR | SAU | AUS | AZE | MIA | MON | ESP | CAN | AUT  | GBR | HUN | BEL  | PBS | ITA | SIN | JAP | CAT  | EUA  | CMX | SAO  | LAS | ABU | Ptos. |

| Cor       | Ouro                 | Prata           | Bronze                | Verde                | Azul                 | Púrpura          | Vermelho             |
| Resultado | Vencedor             | 2.º lugar       | 3.º lugar             | Terminou, nos pontos | Terminou, sem pontos | Retirou-se (Ret) | Não qualificado (NQ) |
|           |                      |                 |                       |                      |                      |                  |                      |
| Cor       | Preto                | Branco          | Branco                | Azul claro           | Sem cor              | Sem cor          | Sem cor              |
| Resultado | Desqualificado (DSQ) | Não largou (NL) | Corrida cancelada (C) | Apenas treino (AT)   | Não participou (NP)  | Lesionado (Les)  | Excluído (EX)        |

Negrito – Pole position

Itálico – Volta mais rápida

† – Classificado por ter completado mais de 90% da prova

²/³ – Resultado da qualificação de sprint

### Campeonato de Construtores
| Pos. | Construtor                   | N.º | BAR | SAU | AUS | AZE | MIA | MON | ESP | CAN | AUT  | GBR | HUN | BEL  | PBS | ITA | SIN | JAP | CAT  | EUA  | CMX | SAP  | LAS | ABU | Pts.  |
| ---- | ---------------------------- | --- | --- | --- | --- | --- | --- | --- | --- | --- | ---- | --- | --- | ---- | --- | --- | --- | --- | ---- | ---- | --- | ---- | --- | --- | ----- |
| 1    | Red Bull Racing-Honda RBPT   | 1   | 1   | 2   | 1   | 23  | 1   | 1   | 1   | 1   | 1    | 1   | 1   | 1    | 1   | 1   | 5   | 1   | 12   | 1    | 1   | 1    | 1   | 1   | 860   |
| 1    | Red Bull Racing-Honda RBPT   | 11  | 2   | 1   | 5   | 1   | 2   | 16  | 4   | 6   | 32   | 6   | 3   | 2    | 4   | 2   | 8   | Ret | 10   | 45   | Ret | 43   | 3   | 4   | 860   |
| 2    | Mercedes                     | 44  | 5   | 5   | 2   | 67  | 6   | 4   | 2   | 3   | 8    | 3   | 4   | 47   | 6   | 6   | 3   | 5   | Ret5 | DSQ2 | 2   | 87   | 7   | 9   | 409   |
| 2    | Mercedes                     | 63  | 7   | 4   | Ret | 84  | 4   | 5   | 3   | Ret | 78   | 5   | 6   | 68   | 17  | 5   | 16† | 7   | 4    | 58   | 6   | Ret4 | 8   | 3   | 409   |
| 3    | Ferrari                      | 16  | Ret | 7   | Ret | 32  | 7   | 6   | 11  | 4   | 2    | 9   | 7   | 35   | Ret | 4   | 4   | 4   | 5    | DSQ3 | 3   | NL5  | 2   | 2   | 406   |
| 3    | Ferrari                      | 55  | 4   | 6   | 12  | 5   | 5   | 8   | 5   | 5   | 63   | 10  | 8   | Ret4 | 5   | 3   | 1   | 6   | NL6  | 36   | 4   | 68   | 6   | 18† | 406   |
| 4    | McLaren-Mercedes             | 4   | 17  | 17  | 6   | 9   | 17  | 9   | 17  | 13  | 4    | 2   | 2   | 76   | 7   | 8   | 2   | 2   | 3    | 24   | 5   | 2    | Ret | 5   | 302   |
| 4    | McLaren-Mercedes             | 81  | Ret | 15  | 8   | 11  | 19  | 10  | 13  | 11  | 16   | 4   | 5   | Ret2 | 9   | 12  | 7   | 3   | 21   | Ret  | 8   | 14   | 10  | 6   | 302   |
| 5    | Aston Martin Aramco-Mercedes | 14  | 3   | 3   | 3   | 46  | 3   | 2   | 7   | 2   | 5    | 7   | 9   | 5    | 2   | 9   | 15  | 8   | 68   | Ret  | Ret | 3    | 9   | 7   | 280   |
| 5    | Aston Martin Aramco-Mercedes | 18  | 6   | Ret | 4   | 78  | 12  | Ret | 6   | 9   | 94   | 14  | 10  | 9    | 11  | 16  | NP  | Ret | 11   | 7    | 17† | 5    | 5   | 10  | 280   |
| 6    | Alpine-Renault               | 10  | 9   | 9   | 13† | 14  | 8   | 7   | 10  | 12  | 10   | Ret | Ret | 113  | 3   | 15  | 6   | 10  | 12   | 67   | 11  | 7    | 11  | 13  | 120   |
| 6    | Alpine-Renault               | 31  | Ret | 8   | 14† | 15  | 9   | 3   | 8   | 8   | 147  | Ret | Ret | 8    | 10  | Ret | Ret | 9   | 7    | Ret  | 10  | 10   | 4   | 12  | 120   |
| 7    | Williams-Mercedes            | 2   | 12  | 16  | 16† | 16  | 20  | 18  | 20  | Ret | 13   | 11  | 18† | 17   | Ret | 13  | 14  | Ret | Ret  | 10   | 16  | 11   | 16  | 16  | 28    |
| 7    | Williams-Mercedes            | 23  | 10  | Ret | Ret | 12  | 14  | 14  | 16  | 7   | 11   | 8   | 11  | 14   | 8   | 7   | 11  | Ret | 137  | 9    | 9   | Ret  | 12  | 14  | 28    |
| 8    | AlphaTauri-Honda RBPT        | 3   | NP  | NP  | NP  | NP  | NP  | NP  | NP  | NP  | NP   | NP  | 13  | 16   | Les | NP  | NP  | NP  | NP   | 15   | 7   | 13   | 14  | 11  | 25    |
| 8    | AlphaTauri-Honda RBPT        | 15  | NP  | NP  | NP  | NP  | NP  | NP  | NP  | NP  | NP   | NP  | NP  | NP   | 13  | 11  | 9   | 11  | 17   | NP   | NP  | NP   | NP  | NP  | 25    |
| 8    | AlphaTauri-Honda RBPT        | 21  | 14  | 14  | 15† | Ret | 18  | 12  | 14  | 18  | 17   | 17  | NP  | NP   | NP  | NP  | NP  | NP  | NP   | NP   | NP  | NP   | NP  | NP  | 25    |
| 8    | AlphaTauri-Honda RBPT        | 22  | 11  | 11  | 10  | 10  | 11  | 15  | 12  | 14  | 19   | 16  | 15  | 10   | 15  | NL  | Ret | 12  | 15   | 8    | 12  | 96   | 18† | 8   | 25    |
| 9    | Alfa Romeo-Ferrari           | 24  | 16  | 13  | 9   | Ret | 16  | 13  | 9   | 16  | 12   | 15  | 16  | 13   | Ret | 14  | 12  | 13  | 9    | 13   | 15  | Ret  | 15  | 17  | 16    |
| 9    | Alfa Romeo-Ferrari           | 77  | 8   | 18  | 11  | 18  | 13  | 11  | 19  | 10  | 15   | 12  | 12  | 12   | 14  | 10  | Ret | Ret | 8    | 12   | 14  | Ret  | 17  | 19  | 16    |
| 10   | Haas-Ferrari                 | 20  | 13  | 10  | 17† | 13  | 10  | 19† | 18  | 17  | 18   | Ret | 17  | 15   | 16  | 18  | 10  | 15  | 14   | 14   | Ret | Ret  | 13  | 20  | 12    |
| 10   | Haas-Ferrari                 | 27  | 15  | 12  | 7   | 17  | 15  | 17  | 15  | 15  | Ret6 | 13  | 14  | 18   | 12  | 17  | 13  | 14  | 16   | 11   | 13  | 12   | 19† | 15  | 12    |
| Pos. | Construtor                   | N.º | BAR | SAU | AUS | AZE | MIA | MON | ESP | CAN | AUT  | GBR | HUN | BEL  | PBS | ITA | SIN | JAP | CAT  | EUA  | CMX | SAO  | LAS | ABU | Ptos. |

| Cor       | Ouro                 | Prata           | Bronze                | Verde                | Azul                 | Púrpura          | Vermelho             |
| Resultado | Vencedor             | 2.º lugar       | 3.º lugar             | Terminou, nos pontos | Terminou, sem pontos | Retirou-se (Ret) | Não qualificado (NQ) |
|           |                      |                 |                       |                      |                      |                  |                      |
| Cor       | Preto                | Branco          | Branco                | Azul claro           | Sem cor              | Sem cor          | Sem cor              |
| Resultado | Desqualificado (DSQ) | Não largou (NL) | Corrida cancelada (C) | Apenas treino (AT)   | Não participou (NP)  | Lesionado (Les)  | Excluído (EX)        |

Negrito – Pole position

Itálico – Volta mais rápida

† – Classificado por ter completado mais de 90% da prova

²/³ – Resultado da qualificação de sprint